# ادوارد جین استایکن
ادوراد جین استایکن (به انگلیسی: Edward Jean Steichen) عکاس اهل ایالات متحده آمریکا است که به‌عنوان بنیان‌گذار نهضت عکاسی جدایی‌طلب شناخته می‌شود.

## زندگی‌نامه
علاقهٔ استایکن به عکاسی، نخستین‌بار در سال ۱۸۹۵ بروز کرد، هنگامی که در ۱۶ سالگی یک دوربین جعبه‌ای دست دوم خرید که دوربینی انعطاف‌ناپذیر با بدنه‌ای مکعب مستطیل بود. بزودی این دوربین را به‌دلیل آنکه فاقد امکانات تنظیم و میزانسازی بود کنار گذاشت و دوربینی خرید که جمع می‌شد و صفحه‌های شیشه‌ای آن به قطع ۵*۴ اینچ بود. وی در آن زمان به عنوان طراح در یک مؤسسه چاپ سنگی سرگرم کارآموزی بود، موفق شد به اهمیت نقش عکس را که می‌توانست به عنوان مبنایی حقیقی برای تهیه اعلان‌های تبلیغاتی مورد استفاده قرار بگیرد، به همکاران ارشد خود بقبولاند. او را تشویق کردند که بر فنون عکاسی تسلط کامل یابد و شماری از تصاویری را که تهیه کرده بود، برای کارهای مؤسسه مورد استفاده قرار دادند. علاقه نخستین او به عکاسی به عنوان وسیله سودمند و ارتباطات و اطلاع‌رسانی، در سراسر دوران کاری وی پابرجا ماند.

## نگارخانه

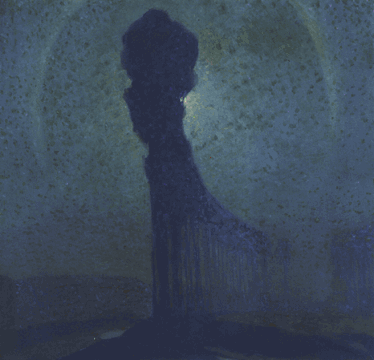
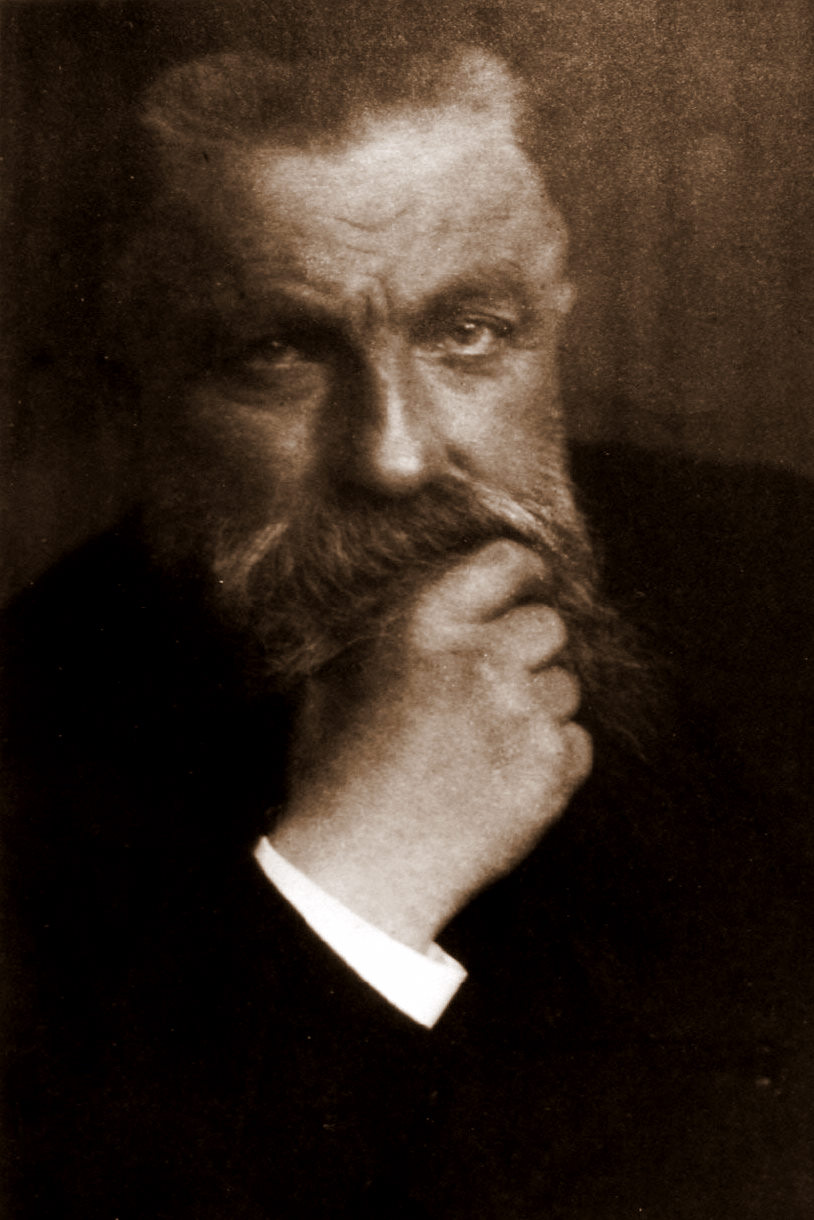
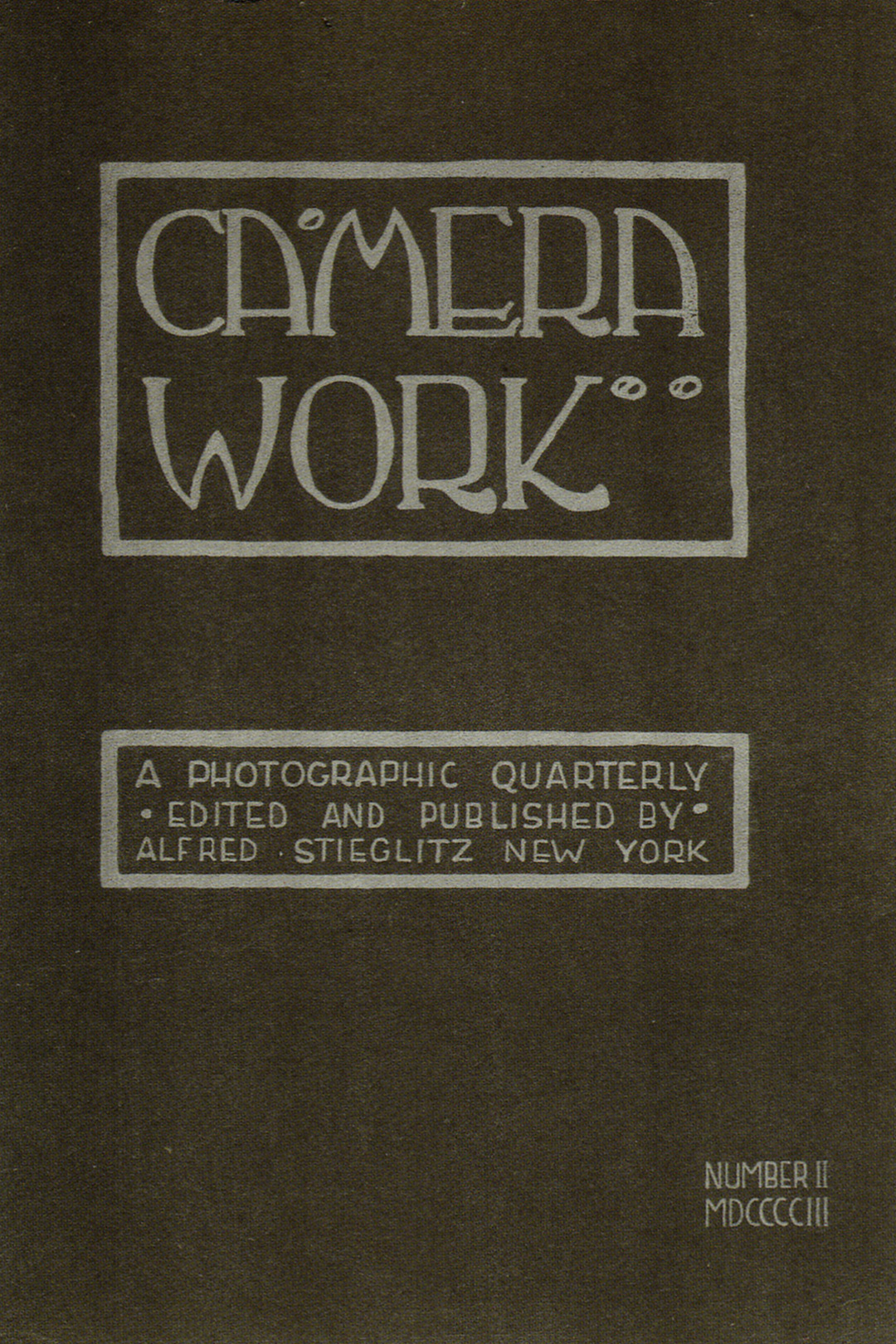
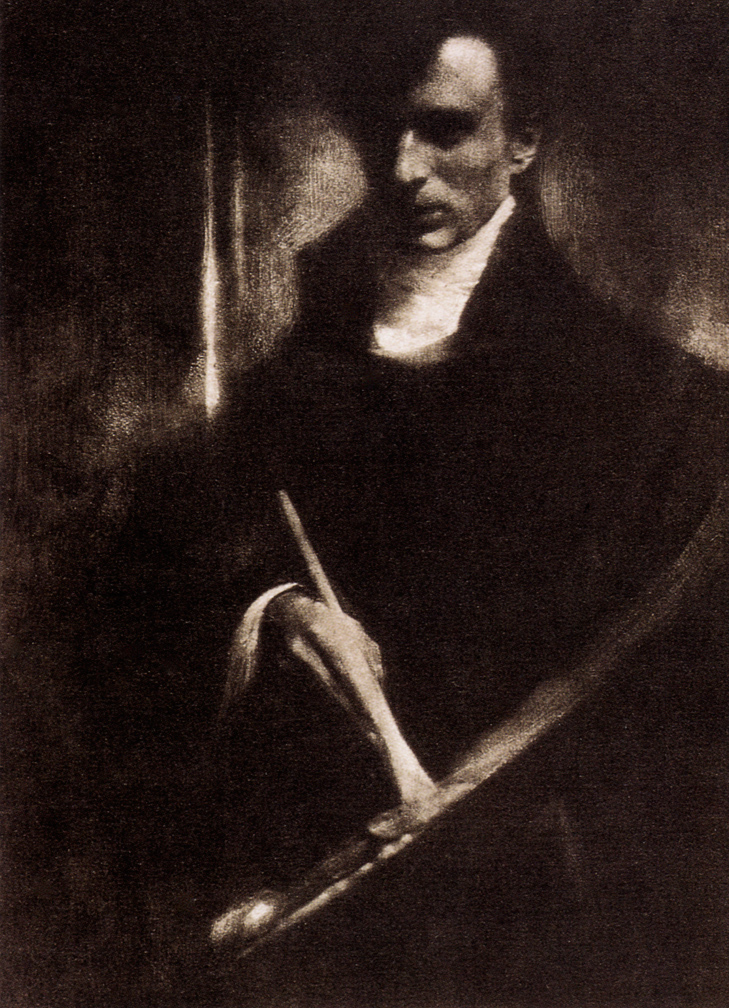
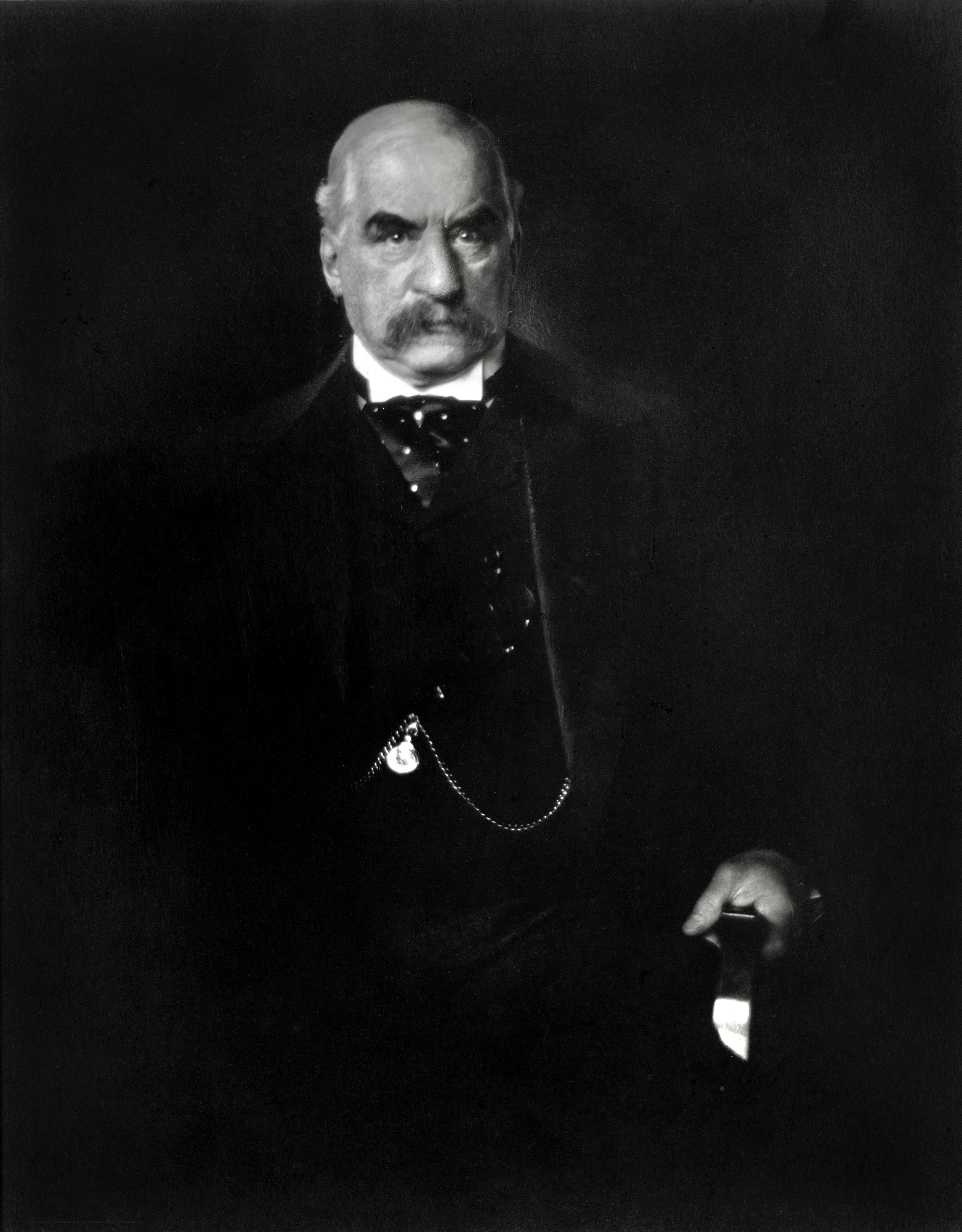
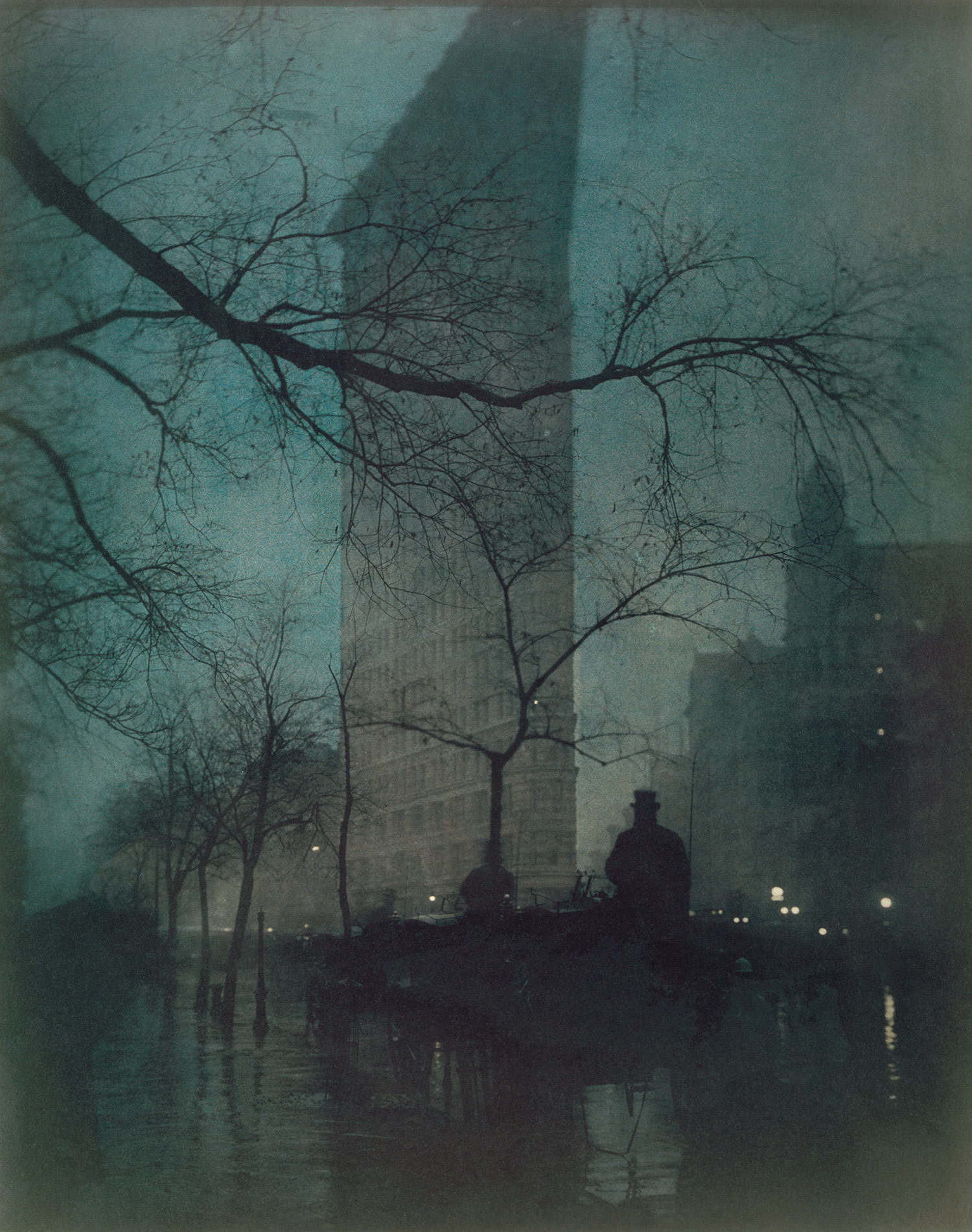
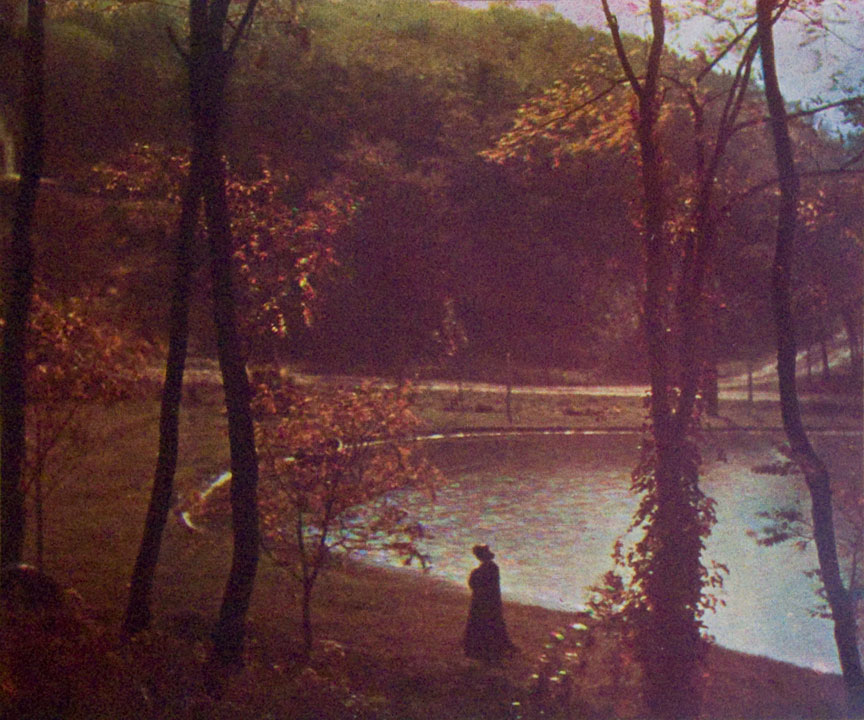
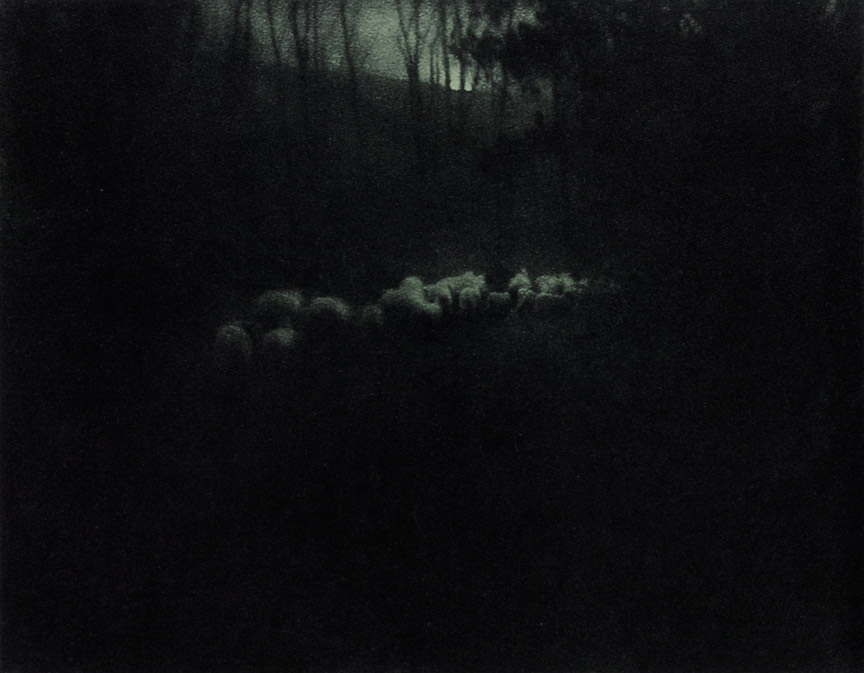
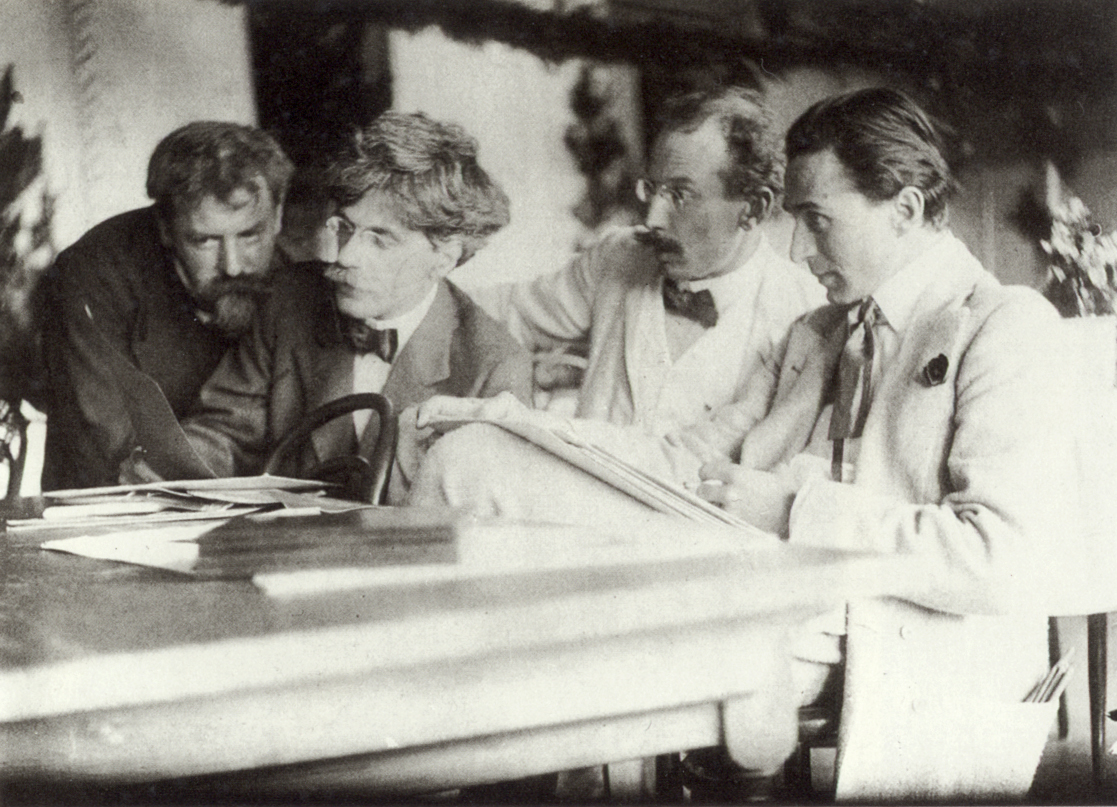
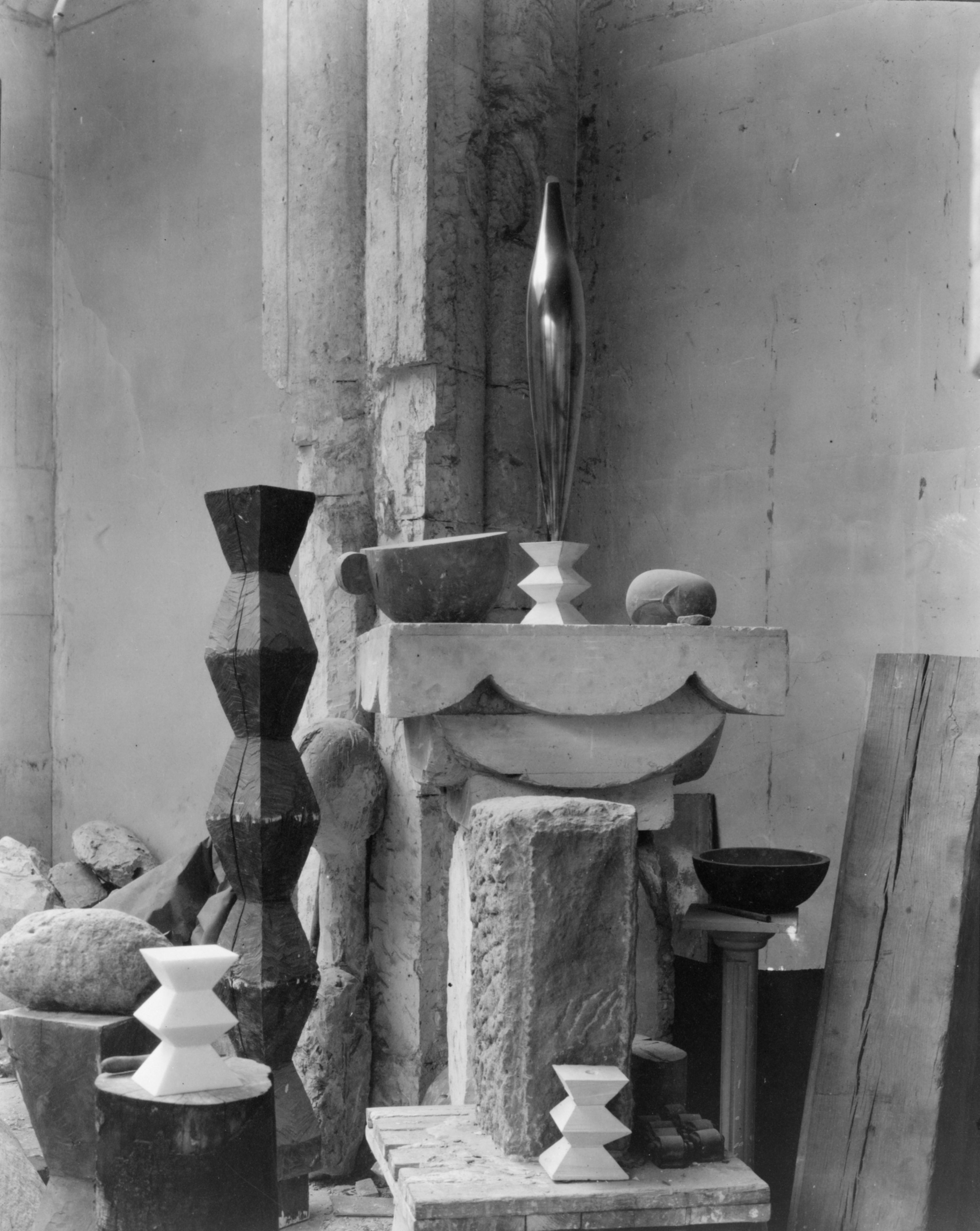
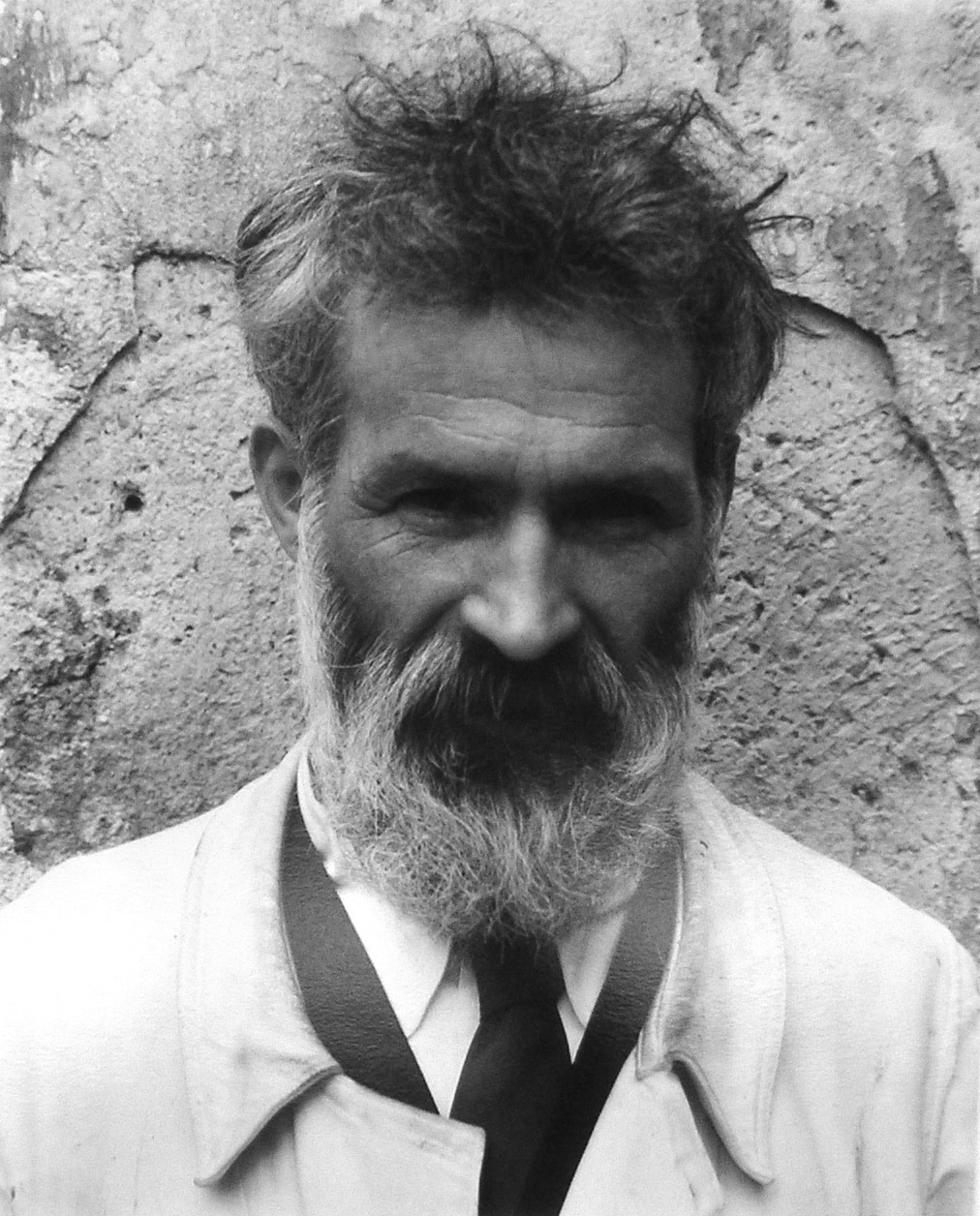
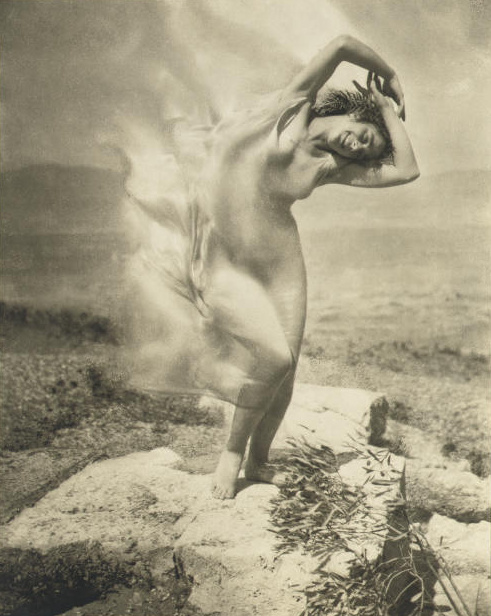
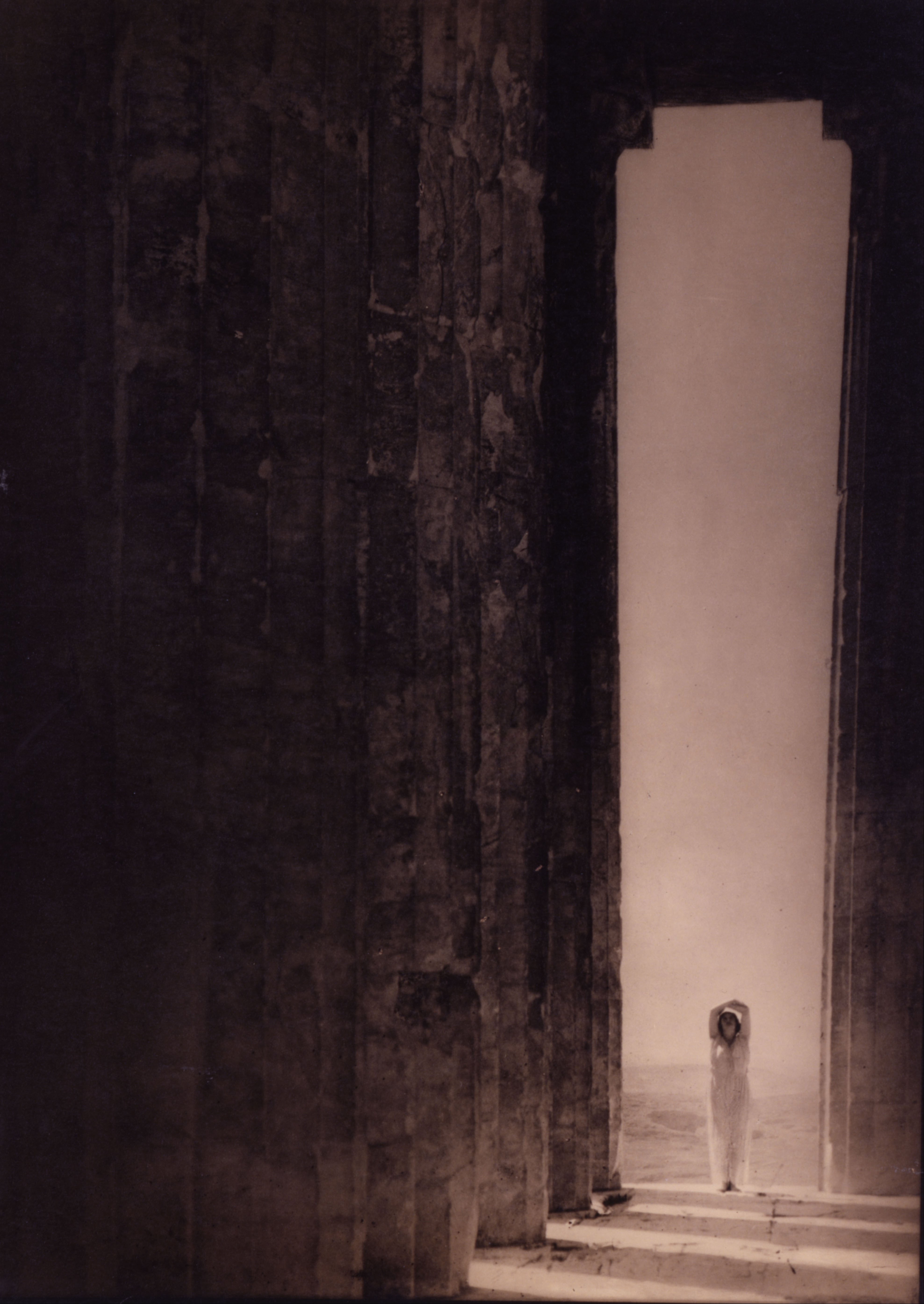
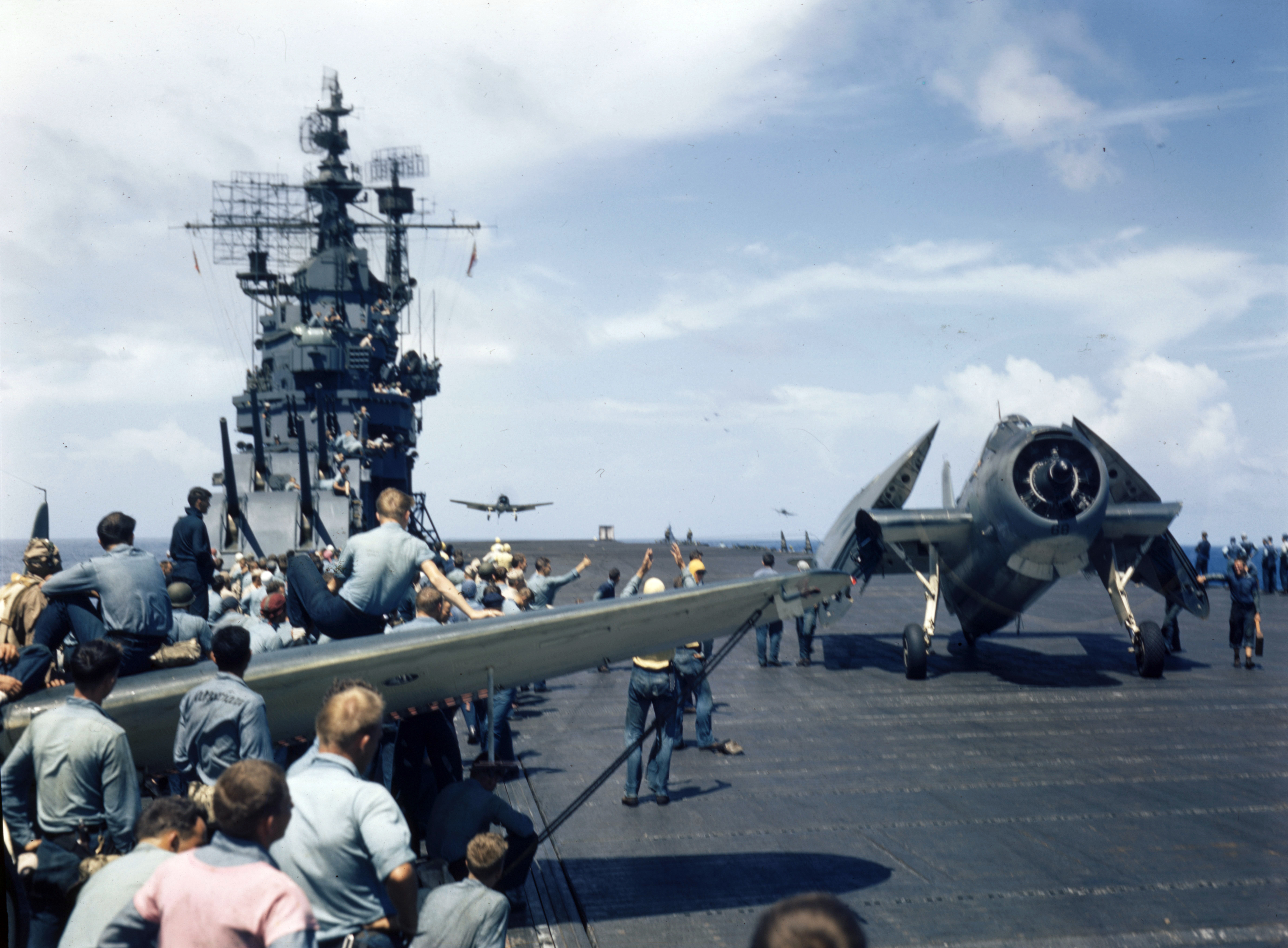
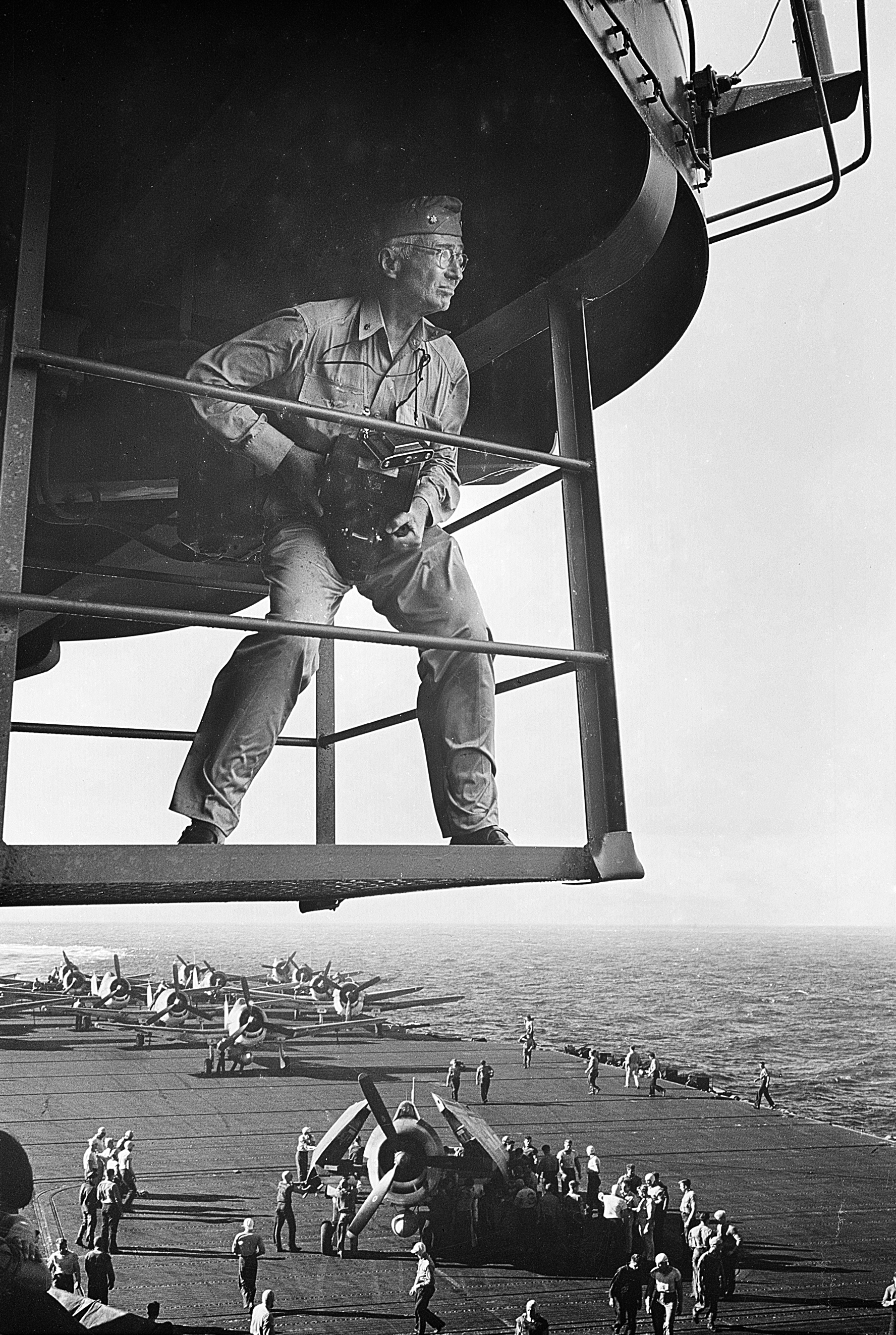